# Flatklobben
Flatklobben är ett skär i Åland (Finland). Det ligger i Skärgårdshavet och i kommunen Saltvik i landskapet Åland, i den sydvästra delen av landet. Ön ligger omkring 39 kilometer norr om Mariehamn och omkring 270 kilometer väster om Helsingfors.
Öns area är 1,8 hektar och dess största längd är 250 meter i nord-sydlig riktning. I omgivningarna runt Flatklobben växer i huvudsak barrskog. Runt Flatklobben är det glesbefolkat, med 12 invånare per kvadratkilometer.. Närmaste större samhälle är Saltvik, 18,1 km söder om Flatklobben.